# Provincia de Boulkiemdé
Boulkiemdé es una de las 45 provincias de Burkina Faso, su capital es Koudougou.

## Departamentos (población estimada a 1 de julio de 2018)
La provincia está dividida en trece departamentos:
- Bingo 20,729
- Imasgo 32,156
- Kindi 44,881
- Kokologo 49,708
- Koudougou 188,308
- Nandiala 32,682
- Nanoro 44,359
- Pella 25,718
- Poa 40,916
- Ramongo 28,866
- Sabou 62,295
- Siglé 37,300
- Soaw 21,981
- Sourgou 18,360
- Thyou 34,487